# Olympische Jugend-Sommerspiele 2014/Teilnehmer (Britische Jungferninseln)
| Gelbes Symbol für Goldmedaillen mit stilisierten Olympischen Ringen | Graues Symbol für Silbermedaillen mit stilisierten Olympischen Ringen | Braundes Symbol für Bronzemedaillen mit stilisierten Olympischen Ringen |
| ------------------------------------------------------------------- | --------------------------------------------------------------------- | ----------------------------------------------------------------------- |
| —                                                                   | —                                                                     | —                                                                       |

Die Jugend-Olympiamannschaft der Britischen Jungferninseln für die II. Olympischen Jugend-Sommerspiele vom 16. bis 28. August 2014 in Nanjing (Volksrepublik China) bestand aus acht Athleten. Sie konnten keine Medaille gewinnen.

## Athleten nach Sportarten

### Leichtathletik
| Mädchen - Nelda Huggins 100 m: 6. Platz - Lakeisha Warner 800 m: 16. Platz - Deya Erickson 100 m Hürden: DNS (Finale) - Kala Penn Weitsprung: 14. Platz | Jungen - Kyron McMaster 400 m Hürden: disqualifiziert (Vorlauf) - Akeem Bradshaw Dreisprung: 13. Platz |

### Schwimmen
Mädchen
- Amarah Phillip
50 m Freistil: 38. Platz (Vorlauf)
50 m Schmetterling: 29. Platz (Vorlauf)

### Segeln
Jungen
- Samuel Morrell
Byte CII: 22. Platz